# Si (nota)

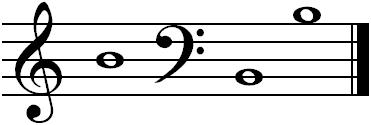
Si.

Si en notación latina o B en notación anglosajona, es el nombre de la séptima y última nota musical de la escala diatónica de do mayor.

## Nombre
Antes de la adopción del solfeo, se utilizaba la notación alfabética conforme a la cual las notas eran designadas por letras. En este sistema la nota si corresponde a la letra «B». En diversos idiomas se mantiene esta denominación. 
Posteriormente el nombre de esta nota fue «si», que deriva del inicio del séptimo y último verso del himno religioso Ut queant laxis, usado por Guido d'Arezzo para nombrar todas las notas musicales. 
| Nota                       | Texto original en latín                                                                                | Traducción |
| -------------------------- | --- | --- |
| Ut - Do Re Mi Fa Sol La Si | Ut queant laxis Resonare fibris Mira gestorum Famuli tuorum Solve polluti Labii reatum Sancte Ioannes. | Para que puedan exaltar a pleno pulmón las maravillas estos siervos tuyos perdona la falta de nuestros labios impuros San Juan. |

En algunos casos, se utiliza la letra H para indicar la nota Si y B para indicar el Si bemol. Eso es un remanente de las primeras alteraciones en ser introducidas en la notación musical. En la Edad Media, los intervalos de cuarta aumentada (o tritono) y segunda menor nunca eran utilizados en el Canto gregoriano por ser fuertemente disonantes. El intervalo entre la nota F (fa) y B (si) forma un trítono. Para evitarlo, el B era bajado medio tono cuando se toca al lado de una F. Así las cosas, B con afinación bajada era representado en la notación neumática por una letra B redondeada (llamada B suave o B molle), en cuanto que el B sin alteración era diseñado como un B cuadrado (B quadratum). Eso dio origen a los nombres de los accidentes actuales bemol y becuadro, respectivamente. El B cuadrado pasó gradualmente a ser representado por una letra H y esa notación se mantuvo hasta los días de hoy en los países de habla alemana.

## Altura
En temperamento igual el si que queda por encima del do central del piano tiene una frecuencia aproximada de 494 Hz.

Frecuencia final: 7.32 hercios

| Nombre alemán de las octavas | Notación científica | Notación franco-belga | Notación Helmholtz | Frecuencia (Hz). |
| ---------------------------- | ------------------- | --------------------- | ------------------ | ---------------- |
| Subsubcontraoctava           | B-1                 | si-2                  | B͵͵͵ o ͵͵͵B        | 15.434           |
| Subcontraoctava              | B0                  | si-1                  | B͵͵ o ͵͵B          | 30.868           |
| Contraoctava                 | B1                  | si0                   | B͵ o ͵B            | 61.735           |
| Gran octava                  | B2                  | si1                   | B                  | 123.471          |
| Pequeña octava               | B3                  | si2                   | b                  | 246.942          |
| Octava prima                 | B4                  | si3                   | b′                 | 493.883          |
| Octava segunda               | B5                  | si4                   | b′′                | 987.767          |
| Octava tercera               | B6                  | si5                   | b′′′               | 1975.533         |
| Octava cuarta                | B7                  | si6                   | b′′′′              | 3951.066         |
| Octava quinta                | B8                  | si7                   | b′′′′′             | 7902.133         |
| Octava sexta                 | B9                  | si8                   | b′′′′′′            | 15804.266        |

## Representación gráfica

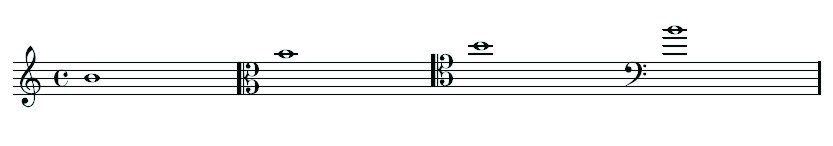
Si en las cuatro claves más usuales.

- En clave de sol se sitúa en la tercera línea del pentagrama.
- En clave de do en tercera y en cuarta se sitúa en la primera línea adicional y en la segunda línea adicional respectivamente.
- En clave de fa en cuarta se sitúa en la cuarta línea adicional superior.